# Diloxis apicalis
Diloxis apicalis är en fjärilsart som beskrevs av William Schaus 1913. Diloxis apicalis ingår i släktet Diloxis och familjen mott. Inga underarter finns listade i Catalogue of Life.